# Christopher Pennock
Christopher Pennock (* 7. Juni 1944 in Jackson Hole, Wyoming; † 12. Februar 2021) war ein US-amerikanischer Schauspieler.

## Leben und Karriere
Pennocks Karriere im Film- und Fernsehgeschäft erstreckte sich über insgesamt rund 50 Jahre. Im Kino war er unter anderem in James Ivorys Unter Wilden (1972) und in Graeme Cliffords Filmdrama Frances zu sehen. Bekannt wurde er im Fernsehen durch die Gothic-Seifenoper Dark Shadows, in der er in über 120 Folgen verschiedene Charaktere darstellte, sowie als Mitch Williams in der Krankenhaus-Seifenoper General Hospital, wo er von 1979 bis 1980 mitspielte. Eine weitere Hauptrolle spielte er in der Springfield Story. Dort spielte er die Rolle des Justin Marler von 1990 bis 1991. Nebenbei trat Christopher Pennock in zahlreichen bekannten Serien als Gastdarsteller auf, darunter Hotel, Love Boat, Der Denver-Clan, Baywatch – Die Rettungsschwimmer von Malibu oder Cagney & Lacey.
Daneben war Pennock ein profilierter Schauspieler in vielen Broadway-Produktionen und Mitglied des renommierten Actors Studio. Der Schauspieler war in dritter Ehe verheiratet und starb im Februar 2021 im Alter von 76 Jahren.

## Filmografie (Auswahl)
- 1968: Seven Days Too Long
- 1971: Das Schloß der verlorenen Seelen (Night of Dark Shadows)
- 1972: Unter Wilden (Savages)
- 1976: The Great Texas Dynamite Chase
- 1978: Das verrückte California-Hotel (California Suite)
- 1982: Frances
- 1985: Basic Training
- 1986: Trio mit vier Fäusten (Riptide)
- 1990: Laserexil (Caged in Paradiso)
- 1998: Running Woman
- 2009: High
- 2010: Legacy
- 2013: Lost on Purpose
- 2014: Doctor Mabuse: Etiopomar
- 2016: A Journey to a Journey
- 2017: The Night-Time Winds